# Loch Dùghaill
Loch Dùghaill (aussi anglicisé comme Loch Doule ou Loch Doughaill) est un loch d'eau douce sur la rivière Carron dans la région du Wester Ross, en Écosse. La route A890 et la ligne ferroviaire Kyle of Lochalsh Line, une branche des chemins de fer des Highlands courent le long de sa rive nord-ouest. Le loch Carron se trouve à 8 km en aval.